# Rhapsody in Rock II
Rhapsody in Rock II är ett musikalbum av Robert Wells, utgivet 1990 av PolyGram. På skivan medverkar även Gävleborg Symphony Orchestra under ledning av dirigent Anders Berglund.

## Låtlista
1. "Rhapsody in Rock II" (Robert Wells) – 4:01
  - Arr: Robert Wells / Örjan Fahlström
2. "March from the Love to Three Oranges" (Sergej Prokofjev) – 1:36
  - Arr: Robert Wells / Örjan Fahlström
3. "Nightwalk" (Robert Wells) – 4:10
  - Arr: Robert Wells / Anders Neglin
4. "A. F." (Robert Wells) – 3:58
  - Arr: Robert Wells / Örjan Fahlström
5. "Little Joe from Chicago" (Mary Lou Williams, Henry Wells) – 4:30
  - Arr: Charlie Norman / Robert Wells / K. Lundkvist
6. "Root Beer Rag" (Billy Joel) – 3:55
  - Arr: Robert Wells / Örjan Fahlström
7. "In the Hall of the Mountain King" (Edvard Grieg) – 3:07
  - Arr: Lasse Wellander / Anders Berglund
8. "Waltz in C Sharp Minor" (Frédéric Chopin) – 3:57
9. "Haga Menuette" (Robert Wells) – 3:14
  - Arr: Robert Wells / Örjan Fahlström
10. "Pastorale" (Robert Wells) – 4:10
  - Arr: Robert Wells / Anders Dahl
  - Körarr: Bo Aurehl
11. "Modern Art" (Robert Wells) – 4:00
  - Arr: Robert Wells / Lars Beijbom
12. "Crossword Concerto" (Anders Berglund) – 5:23
  - Arr: Anders Berglund
13. "Top Gun - Anthem" (Harold Faltermeyer) – 4:47
  - Arr: Anders Eljas
14. "Song of Joy" (Ludwig van Beethoven) – 3:40
  - Arr: Robert Wells / Anders Ekdahl
15. "Celebration Boogie" (Robert Wells) – 3:37
  - Arr: Robert Wells / Anders Ekdahl

## Medverkande
- Robert Wells — piano
- Lasse Wellander — gitarr
- Lasse Jonsson — gitarr
- Rutger Gunnarsson — bas
- Klas Anderhell — trummor
- Gävleborg Symphony Orchestra
- Anders Berglund — dirigent
- Charlie Norman — piano (5)
- Tito Beltrán — sång (14)
- Kammarkören Svenska Röster (10 & 14)
- Bo Aurehl — dirigent (10 & 14)
- Johnny Olsson Big Band (6)
- Johan Stengård — saxofon (5)
- Mia Lindgren — sång (5)
- Lars Risberg — bas (10)
- Peter Eyre — percussion (10)
- Kenneth Björnlundh — washboard & swahili (6)
- Jesper Harrysson — oboe (11)